# Kamienica Rynek-Ratusz 16 we Wrocławiu
Kamienica Rynek-Ratusz 16 – zabytkowa kamienica na wrocławskim Rynku, w północnej pierzei tretu tzw. stronie rymarzy lub stronie złotników. 
Większość kamienic znajdujących się w północnej pierzei tretu ma rodowód sięgający XV–XVII. Pierwotnie były to parterowe drewniane kramy, a następnie piętrowe murowane pomieszczenia mieszkalne przylegające do dwukondygnacyjnej murowanej ściany północnej Smatruza. Z biegiem kolejnych lat pomieszczenia przekształcono w wielopiętrowe kamienice. Po 1824 roku, kiedy to zlikwidowano Smatruzy, właściciele kamienic z tej strony wykupili od miasta za kwotę 21000 talarów, jej tereny i przedłużyli swoje budynki na południe. Zachowane z tego okresu zabudowania mają cechy architektury późnoklasycystycznej. 
Działania wojenne podczas II wojny światowej częściowo zniszczyły pierzeję północną. Jej odbudowa została opracowana w 1954 roku przez profesora Edmunda Małachowicza w Pracowni Konserwacji Zabytków przy udziale prof. Stanisława Koziczuka, Jadwigi Hawrylak i Stefana Janusza Müllera. 

## Historia kamienicy
Bryła budynku została ukształtowana po 1784 roku, W prawej osi, w przyziemu, znajdowało się dawniej drugie wejście północne do wrocławskich Smatruz. Kamienica miała pięć kondygnacji o szerokości trzech osi okiennych i pokryta została dachem dwuspadowym z okapowym. Przed budynkiem znajdowała się (zasypana obecnie) piwnica, do której wychodziła zachowana studzienka okienna z XIX wieku.   

## Po 1945
W wyniku działań wojennych w 1945 roku kamienica nie uległa większym zniszczeniom. W trakcie odrestaurowywania budynku zlikwidowano przejście do Smatruz i nie odtworzono klasycystycznego portalu.